# Cladorhiza tridentata
Cladorhiza tridentata är en svampdjursart som beskrevs av Ridley och Arthur Dendy 1886. Cladorhiza tridentata ingår i släktet Cladorhiza och familjen Cladorhizidae.
Artens utbredningsområde är havet utanför Prince Edward Islands. Inga underarter finns listade i Catalogue of Life.